# جان جوليس
جان جولز سيب مفوندو، المعروف باسم جان جوليس، هو لاعب كرة قدم كاميروني يلعب كمدافع مع نادي ألباسيتي الإسباني ألباسيتي.